# Epifaniusz (Macheriotis)
Epifaniusz, nazwisko świeckie Macheriotis (ur. 1971 w Nikozji) – cypryjski biskup prawosławny.

## Życiorys
W 1988 ukończył Gimnazjum Pancypryjskie w Nikozji. Trzy lata później uzyskał dyplom Akademii Pedagogicznej. Przez cztery lata był zatrudniony w państwowych szkołach podstawowych. Równocześnie podjął studia teologiczne na uniwersytecie w Salonikach. W 1995 wstąpił jako posłusznik do klasztoru Machaira. W 1996 złożył wieczyste śluby mnisze.
26 grudnia 1999 przyjął święcenia diakońskie z rąk metropolity Limassol Atanazego. Ten sam hierarcha 26 marca 2000 wyświęcił go na kapłana. W 2004 został wybrany do rady klasztoru Machaira, zaś po nieoczekiwanej śmierci jego przełożonego, archimandryty Arseniusza, we wrześniu 2004 został wybrany na jego następcę.
22 maja 2007 Synod Cypryjskiego Kościoła Prawosławnego nadał mu godność biskupa Ledry. Jego chirotonia biskupia odbyła się w głównej świątyni klasztoru Machaira 23 czerwca tego samego roku z udziałem arcybiskupa Nowej Justyniany i całego Cypru Chryzostoma II.